# Olbia Calcio 2004-2005
Questa pagina raccoglie le informazioni riguardanti l'Olbia Calcio nelle competizioni ufficiali della stagione 2004-2005.

## Rosa
| N. |                   | Ruolo | Calciatore              |
| -- | ----------------- | ----- | ----------------------- |
|    | Italia (bandiera) | A     | Antonino Bonvissuto     |
|    | Italia (bandiera) | A     | Cristiano Colella       |
|    | Italia (bandiera) | C     | Andrea De Cecco         |
|    | Italia (bandiera) | C     | Pasqualino Degortes     |
|    | Italia (bandiera) | A     | Giovanni Michele DeSole |
|    | Italia (bandiera) | A     | Nunzio Falco            |
|    | Italia (bandiera) | C     | Marco Fina              |
|    | Italia (bandiera) | C     | Giuseppe Granozi        |
|    | Italia (bandiera) | D     | Claudio Labriola        |
|    | Italia (bandiera) | D     | Luigi Malafronte        |
|    | Italia (bandiera) | C     | Alessandro Manca        |
|    | Italia (bandiera) | P     | Marco Manis             |
|    | Italia (bandiera) | A     | Saverio Maranzano       |

| N. |                   | Ruolo | Calciatore            |
| -- | ----------------- | ----- | --------------------- |
|    | Italia (bandiera) | D     | Salvatore Elio Melino |
|    | Italia (bandiera) | D     | Marco Mugnaini        |
|    | Italia (bandiera) | A     | Antonello Muzzoni     |
|    | Italia (bandiera) | D     | Alfredo Ottolina      |
|    | Italia (bandiera) | A     | Michelangelo Palazzo  |
|    | Italia (bandiera) | P     | Luca Pastine          |
|    | Italia (bandiera) | D     | Fabio Prosperi        |
|    | Italia (bandiera) | A     | Giovanni Maria Rassu  |
|    | Cile (bandiera)   | A     | Mauricio Sanguinetti  |
|    | Italia (bandiera) | C     | Giovanni Soro         |
|    | Italia (bandiera) | C     | Mariano Sotgia        |
|    | Italia (bandiera) | C     | Salvatore Sotgiu      |
|    | Italia (bandiera) | D     | Pietro Varriale       |